# 京都国際マンガ・アニメフェア
京都国際マンガ・アニメフェア（きょうとこくさいマンガ・アニメフェア）は、京都府京都市で2012年より開催のマンガ・アニメ関連の総合見本市である。略称は京まふ。

## 概要
出展各社による作品紹介やイベント、物販、出張編集部などが、同市左京区の京都市勧業館（みやこめっせ）をメイン会場、同市中京区の京都国際マンガミュージアムを第2会場に行われる。サテライト会場に京都市勧業館向かいのロームシアター京都が2016年から加わり、2012年と2014年に近隣の平安神宮境内で行われた関連ライブ・コンサートがロームシアター京都でも行われている。
公式キャラクターは藤島康介原案による「都萌（ともえ）ちゃん」、2015年までのロゴは雨宮慶太原案。2016年からオフィシャルサポーターとして「応援サポーター」がいる。
KYOTO CMEXのイベント及び京都文化祭典の連携事業であることから、関連イベントがメイン会場のある岡崎公園一帯を中心に開かれる。また、京都市交通局は本イベントとの連携も増収策の一環として位置付けて、京都市営地下鉄において出展作品でデコレーションした京まふ号を走らせている。

## 各年のイベント

### 2012年
関連ライブ・コンサート
- 9月22日 - ミルキィホームズ（平安神宮）
- 9月23日 - 水樹奈々（平安神宮）

開催日は9月21日（ビジネスデー）・22日・23日。23,800人が入場した。

### 2013年
開催日は9月6日（ビジネスデー）・7日・8日。31,800人が入場した。

### 2014年
関連ライブ・コンサート
- 9月21日『古今一堂!NIPPON NIGHT 平安神宮奉納ライブ2014』 - fripSide・藍井エイル・Ray・i☆Ris（平安神宮）

開催日は9月20日・21日。40,576人が入場した。

### 2015年
開催日は9月19日・20日。36,951人が入場した。

### 2016年
オフィシャルサポーター
- 水瀬いのり - 水瀬発案・監修の聖護院八ツ橋総本店とのコラボレーションによる生菓子も発売。水瀬は東京都出身である。

関連ライブ・コンサート
- 8月20日『京都アニソンスペシャルライブ presented by KBS京都』 - AiRI、アース・スター ドリーム、千菅春香、野水いおり、MICHI、Luce Twinkle Wink☆、Ray（同市上京区のKBSホール）
- 9月17日『TV&MOVIE20周年記念『名探偵コナン』コンサート2016』（ロームシアター京都）
- 9月17日『平安神宮奉納ライブ2016 ～MOSHI MOSHI NIPPON presents TAKENOKO!!!～』（平安神宮）
- 9月18日『すぎやまこういち作曲交響組曲「ドラゴンクエストV 天空の花嫁』 - 指揮：渡邊一正、ゲスト：すぎやまこういち、管弦楽：日本センチュリー交響楽団（ロームシアター京都）

開催日は9月17日・18日。43,936人が入場した。

### 2017年
オフィシャルサポーター
- 佳村はるか - 佳村は大阪府出身である。

関連ライブ
- 京都アニソンスペシャルライブ2017（南條愛乃、鈴木このみ、ZAQ、黒崎真音） - 6月18日にKBSホールにて開催。

開催日は9月16日・17日。34,058人が入場した。

### 2018年
応援サポーターは梶裕貴と22/7。9月15日・16日に開催した。
41,700人が入場した。

### 2019年
おこしやす大使
- 下野紘とにじさんじ（樋口楓、本間ひまわり）。

開催日は9月21日・22日。47,160人が入場した。

### 2020年
おこしやす大使
- 八代拓とにじさんじChroNoiR（叶、葛葉）。

開催日は9月19日・20日。
新型コロナウイルス感染症の広がりで、時間制チケットの導入やソーシャルディスタンスの確保を求めつつ開催。
前年の4割程度の19,511人が入場した。

### 2021年
おこしやす大使
- 増田俊樹と内田真礼。

開催日は9月18日・19日。
来場者の「あんしん追跡サービス」の登録、ソーシャルディスタンスの確保、マスクの着用などの新型コロナウイルス感染予防対策を徹底して開催された。

### 2022年
おこしやす大使
- 福山潤と内田真礼。

開催日は9月17日・18日。32,113人が入場した。
来場者の「あんしん追跡サービス」の登録、ソーシャルディスタンスの確保、マスクの着用などの新型コロナウイルス感染予防対策を徹底して開催された。

### 2023年
おこしやす大使
- 伊東健人と高橋李依。

開催日は9月16日・17日。34,028人が入場した。

### 2024年
おこしやす大使
- 岡本信彦と山根綺。

開催日は9月21日・22日。35,466人が入場した。